# Франц Ернст фон Залм-Райфершайт
Франц Ернст фон Залм-Райфершайт (на немски: Franz Ernst Graf und Altgraf zu Salm-Reifferscheidt; * 7 юни 1659; † 16 юли 1727) е граф и алтграф на Залм-Райфершайт в замък Дик и Алфтер в Северен Рейн-Вестфалия.

## Произход и наследство
Той е големият син (от шестте сина) на граф и алтграф Ернст Салентин фон Залм-Райфершайт (1621 – 1684) и съпругата му графиня Клара Магдалена фон Мандершайд-Кайл (1636 – 1692), дъщеря на граф Филип Дитрих фон Мандершайд-Кайл (1596 – 1653) и Елизабет Амалия Левенхаупт (1607 – 1647).
Братята му са духовници. Сестра му Мария Ернестина (1657 – 1723) се омъжва на 11 март 1676 г. за трушсес граф Максимилиан Франц фон Валдбург-Волфег (1641 – 1681).
Франц Ернст наследява леля си Анна Салома фон Залм-Райфершайт (1622 – 1688), княжеска абатиса в Есен. Той умира на 68 години на 16 юли 1727 г.
Внукът му Йозеф Франц (1773 – 1861) става княз през 1816 г.

## Фамилия
Франц Ернст фон Залм-Райфершайт се жени на 6 януари 1706 г. в Маастрихт или в Мюнстербилзен, Лимбург, Белгия, за принцеса Анна Франциска фон Турн и Таксис (* 25 февруари 1683, Брюксел; † 17 януари 1763), дъщеря на 1. княз Евгений Александер фон Турн и Таксис (1652 – 1714) и принцеса Анна Аделхайд фон Фюрстенберг-Хайлигенберг (1659 – 1701), дъщеря на ландграф Херман Егон фон Фюрстенберг (1627 – 1674) и Мария Франциска фон Фюрстенберг (1638 – 1680).. Тя донася голяма зестра във фамилията. Те имат четири живи деца:
- Август Евгений Бернхард фон Залм-Райфершайт-Дик (* 10 октомври 1706; † 5 октомври 1767), граф и алтграф на Залм-Райфершайт-Дик, женен на 4 септември 1738 г. за контеса Сабина Мария де Мероде-Монфор (* 28 юни 1714; † 22 март 1772)
- Фридрих Ернст фон Залм-Райфершайт (* 7 март 1708; † 1 февруари 1775), алтграф на Залм-Райфершайт, каноник в Кьолн и Страсбург
- Анна Мария Луиза Шарлота фон Залм-Райфершайт (* 25 май 1712; † 10 ноември 1760), омъжена на 20 октомври 1735 г. за фрайхер и граф Йозеф Франц фон Валдбург-Волфег (* 14 септември 1704; † 29 април 1774)
- Йохан Франц Вилхелм фон Залм-Райфершайт-Дик (* 28 ноември 1714; † 17 август 1775, дворец Дик), граф и алтграф на Залм-Райфершайт, женен на 7 февруари 1769 г. за графиня Августа фон Валдбург-Цайл-Вурцах (* 11 септември 1743; † 6 януари 1776); син му Йозеф Франц (1773 – 1861) става княз 1816 г.
- две дъщери